# دره (فیلم ۲۰۱۷)
دره (به انگلیسی: The Valley) یک فیلم درام آمریکایی محصول سال ۲۰۱۷ به نویسندگی و کارگردانی صلی قریه است. این فیلم در تاریخ ۲ مارس سال ۲۰۱۸ منتشر شده‌است.

## بازیگران
- علی خان به عنوان نیل کومار
- سوچیترا پلی به عنوان روپا کومار - زن
- جیک تی. آستین به عنوان کریس ویلیامز
- ثمینه پیرزاده به عنوان دیدی - خانه‌دار
- بری کوربین به عنوان گری - همکار تجاری
- کریستا بی. آلن به عنوان الیسا- دوست
- آگنیتا تکر به عنوان مایا - دختر
- سلما خان به عنوان مونیکا - دختر بزرگتر

## تولید
در اوت ۲۰۱۵، صلی قریه (کارگردان)، تمام بودجه خود را برای فیلم دره، به دست آورد و تشکیل تیم را آغاز کرد. خدمه بیشتر از ناحیه خلیج سان فرانسیسکو جمع می‌شدند، در حالی که بازیگران چند ملیتی بودند. بازیگران این فیلم از پاکستان، هند، لس آنجلس و شهر نیویورک حضور داشتند.
فیلمبرداری در مارس ۲۰۱۶ در سیلیکون ولی، کالیفرنیا آغاز شد و در اوایل آوریل به پایان رسید. کل تولید طی ۲۱ روز به پایان رسید. تولید پس از آن در فوریه ۲۰۱۷ به پایان رسید و پیش نمایش آن در جشنواره فیلم سینکوئست در مارس ۲۰۱۷ به نمایش درآمد.

## انتشار
این فیلم در تاریخ ۲ مارس سال ۲۰۱۸ در انگلستان و هند و ۶ آوریل سال ۲۰۱۸ به صورت محدود اکران شد.

## جوایز
فیلم دره در جشنواره سرکیت در سال ۲۰۱۷ و ۲۲ جشنواره دیگر حضور داشته‌است.
این فیلم جوایز زیادی از جمله بهترین فیلم بلند (۳ جشنواره)، بهترین فیلمنامه اصلی، بهترین بازیگر زن، بهترین بازیگر نقش مکمل زن، بهترین نمره اصلی و بهترین فیلمبرداری را کسب کرده‌است.